# Те-Рева-Рева
Те-Рева-Рева (англ. Te Rewa Rewa Bridge) — стальной (на бетонном основании) пешеходно-велосипедный арочный мост на северо-восточной окраине города Нью-Плимут (регион Таранаки, Новая Зеландия). Является частью прогулочной прибрежной тропы New Plymouth Coastal Walkway, соединяющей Нью-Плимут с городком Белл-Блок. Проложен над рекой Уаиухакаихо. Имеет один пролёт длиной 68,8 метров, ширина моста — 2,5 метров, максимальная высота — 10 метров, высота свода над водой — 4,5 метров. Стоимость строительства составила 2,8 миллионов долларов. Застройщиками выступили компании Whitaker Civil Engineering (строительство) и Novare Design Ltd (дизайн), строительство велось с 2008 по 2010 год, открытие моста состоялось 5 июня 2010 года. За первый месяц мостом воспользовались 55 756 пешеходов и велосипедистов. На строительство моста было израсходовано 85 тонн производственной стали, 62 тонны нержавеющей стали и 550 м³ бетона. В связи со своей необычной формой является туристической достопримечательностью.
Строительство моста стало возможным после разрешения хапу (наиболее важная общественно-политическая единица маори), так как поблизости находится кладбище, на котором похоронены жертвы одной из многочисленных битв Мушкетных войн.
В 2011 году мост Те-Рева-Рева получил несколько архитектурных наград.

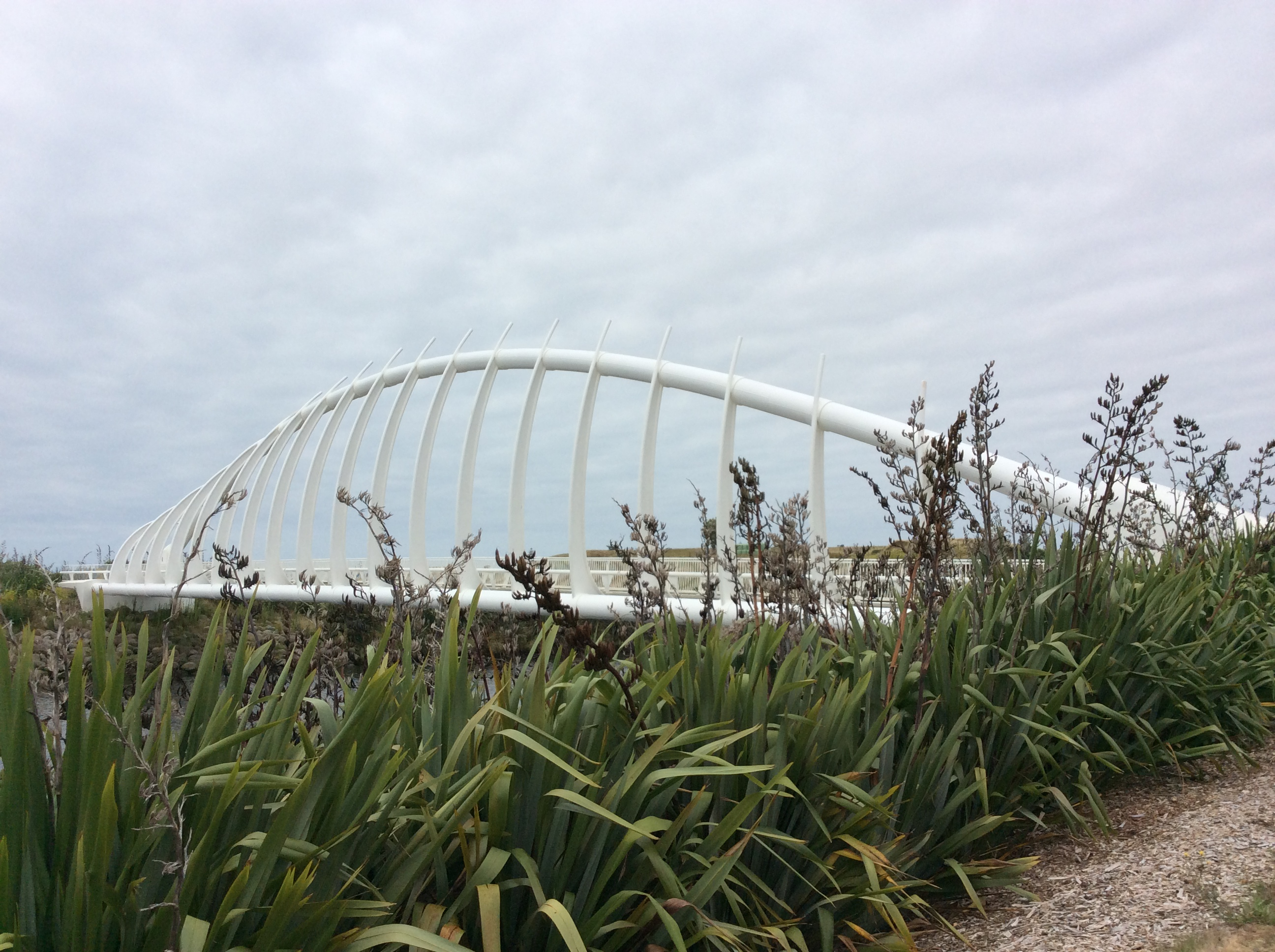
Вид с одной стороны
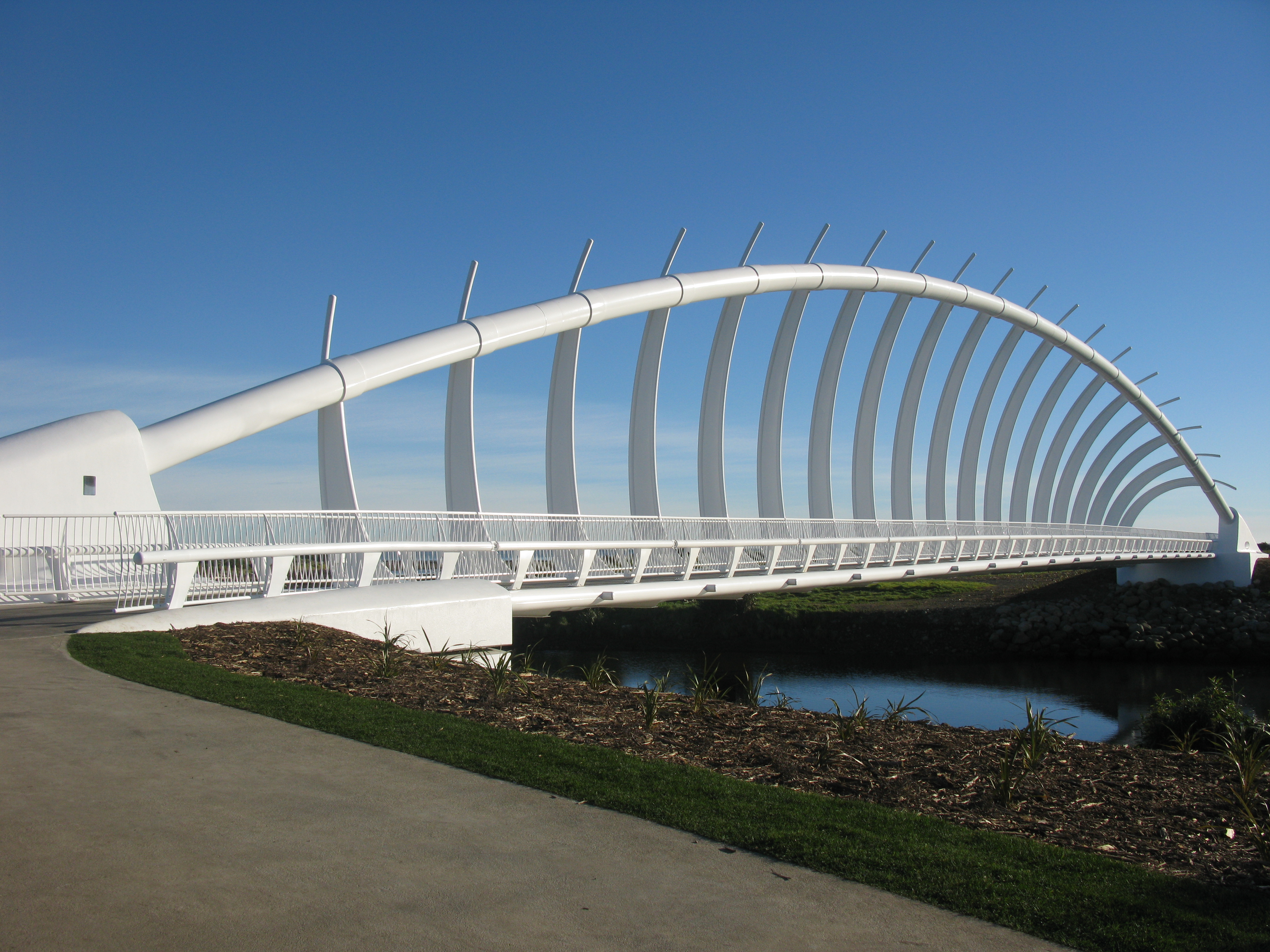
Вид с другой стороны
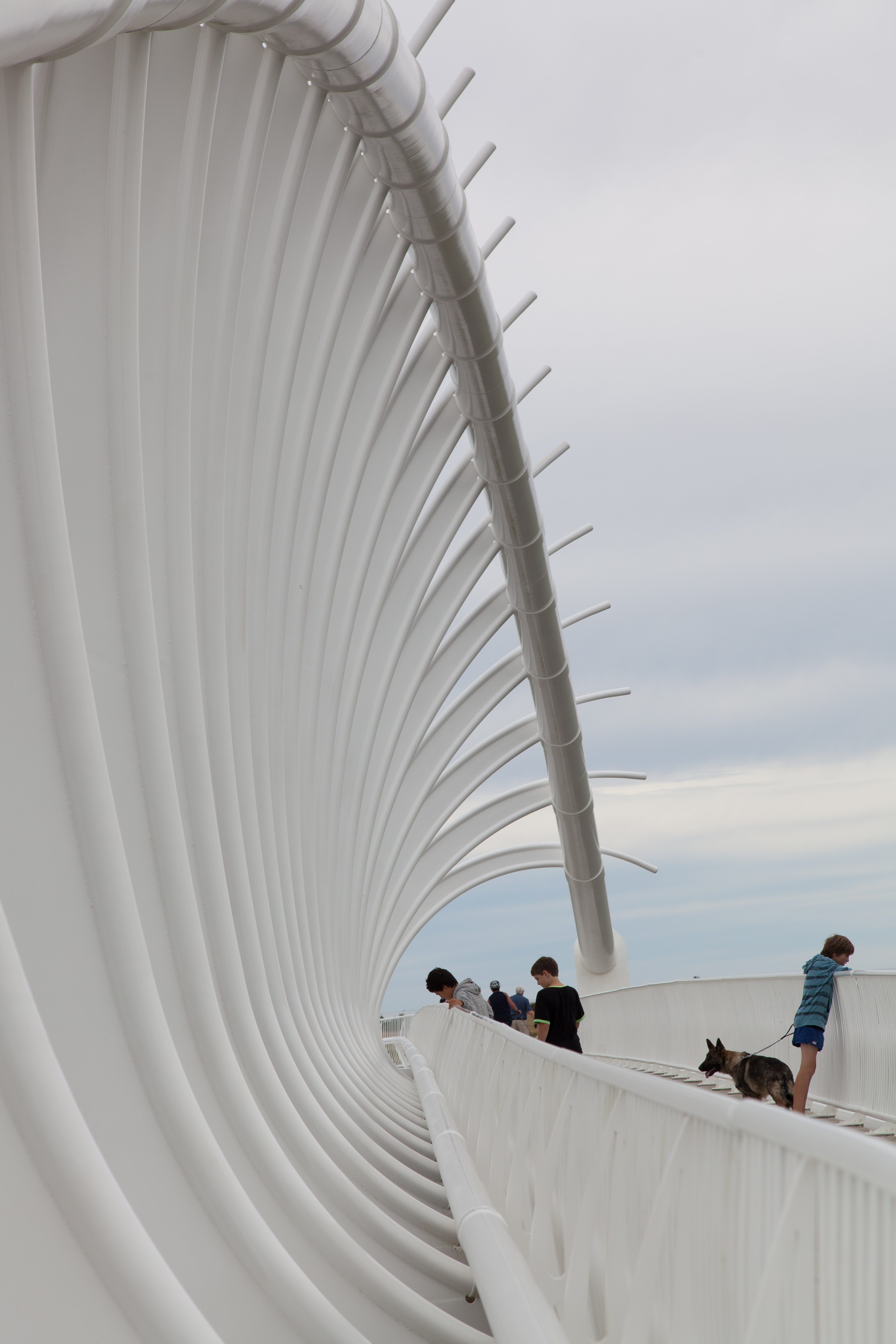
На мосту